# Anton von Leclair
Anton von Leclair (* 20. Januar 1848 in Verona; † 26. Januar 1919 in Wien) war ein österreichischer Philosoph, Bibliothekar und Gymnasialprofessor in Wien, der die immanente Philosophie vertritt.

## Leben
Anton von Leclair wurde als Sohn eines österreichischen Obersten in Verona geboren. Zuerst besuchte er ein Gymnasium in Prag. Danach wechselte er von dort auf das Akademische Gymnasium in Graz, wo er der Pennalverbindung Cheruskia angehört, und legte dort 1866 die Matura ab. Danach studierte er klassische Philologie an der Universität Graz, wo er den Grad und das Diplom eines Ph.D. erwarb. Er versuchte an der Karls-Universität zu habilitieren, aber hatte Pech. Nach seiner Meinung sind Denken und Sein keine absoluten Gegensätze, sondern Korrelate, zwei Ausdrücke für dasselbe Gegebene.

## Wichtigste Werke
- Der Realismus der modernen Naturwissenschaft im Lichte der von Berkeley und Kant angebahnten Erkenntniskritik, Prag 1879
- Beiträge zu einer monistischen Erkenntnistheorie, Breslau 1882.

## Ehrungen (Auswahl)
- Ritterkreuz des Franz-Joseph-Ordens[1]